# Musée d'Art de Tikanoja
Le musée d'Art de Tikinoja est  situé à Vaasa en Finlande.

## Histoire
Le musée est installé dans l'ancienne maison de Frithjof Tikanoja (1877-1964), un homme d'affaires de Vaasa, qui a fait don de sa collection d'art privée à la ville de Vaasa en 1951.
La collection la maison de Tikanoja comprend une rare collection d'art international,  mettant l'accent sur la peinture française du XIXe et du début du  XXe siècle.

## Description
Le musée accueille chaque année plusieurs expositions d'art étranger et national, ainsi que des concerts musicaux et d'autres événements tout au long de l'année, tels que des conférences sur l'art. 

## Les musées municipaux de Vaasa
Les musées municipaux de Vaasa comprennent : le musée d'Art moderne Kunts, le musée de l'Ostrobotnie , la maison d'Art de Tikanoja, la galerie d'Art de Vaasa et le musée de l'ancien Vaasa.